# シャティヨン (ローヌ県)
シャティヨン （Châtillon）は、フランス、オーヴェルニュ＝ローヌ＝アルプ地域圏、ローヌ県のコミューン。かつてはシャティヨン＝ダゼルグ （Châtillon-d'Azergues）と呼ばれていた。

## 地理
リヨンの北西20km、直線距離でヴィルフランシュ＝シュル＝ソーヌの南東13.8kmのところにある
。シャティヨンはボージョレ地方南部、アゼルグ渓谷に位置している。
シャティヨンは、エシャルモー峠（ソーヌ＝エ＝ロワール県）とドマルタン（ローヌ県）を間を通るビュイソニエール道沿いにある。

## 由来
コミューンは1793年にChatillon、1801年にChâtillonとして知られていた。
Châtillonは間違いなく、後期ラテン語のcastellumからメロヴィング朝時代に派生したもので、接尾辞-ionemを伴ったcastrumの指小辞である。Castrumは古いころは、単純なダンジョンから都市を取り巻く壁までの、全ての種類の要塞を意味しており、その後『防衛上の城』を意味する専門の言葉となり、次に『大きな別荘』の意味合いにまで縮小した。

## 人口統計
2016年時点のコミューン人口は2158人で、2011年時点の人口より1.42%減少した。
| 1962年 | 1968年 | 1975年 | 1982年 | 1990年 | 1999年 | 2008年 | 2016年 |
| ------ | ------ | ------ | ------ | ------ | ------ | ------ | ------ |
| 1075   | 1211   | 1381   | 1446   | 1591   | 1873   | 2119   | 2158   |

参照元:1962年から1999年までは複数コミューンに住所登録をする者の重複分を除いたもの。それ以降は当該コミューンの人口統計によるもの。1999年までEHESS/Cassini、2006年以降INSEE

## 教育
コミューンはリヨン教育区に属する。コミューンは保育園と小学校を運営している。ローヌ県がシモーヌ・ヴェイユ中等教育校を運営している。

## 信仰
カトリック信仰のため、シャティヨンはリヨン司教区とサン・ヴァンサン・デ・ピエール・ドレ教区に引き継がれている。教会は聖バルテレミに献堂されている。

## 史跡
シャティヨンの村を、12世紀から13世紀にかけて建設された城の印象的な遺跡が見下ろしている。城の遺跡は1937年10月1日に歴史的記念物に登録された。城のすぐそばには、ノートル・ダム・ド・ボン・スクールとして知られるサン・バルテレミ礼拝堂があり、礼拝堂はいくつかの特徴がある。古い建物の敷地内に12世紀に建てられたのだが、実際には2つの建物が重なり合ったものである。上部の礼拝堂には持送りアーチの後陣がある。ゴシック建築による出入り口が15世紀に付け足され、全体は19世紀に修復された。礼拝堂は1862年に歴史的記念物となっている。

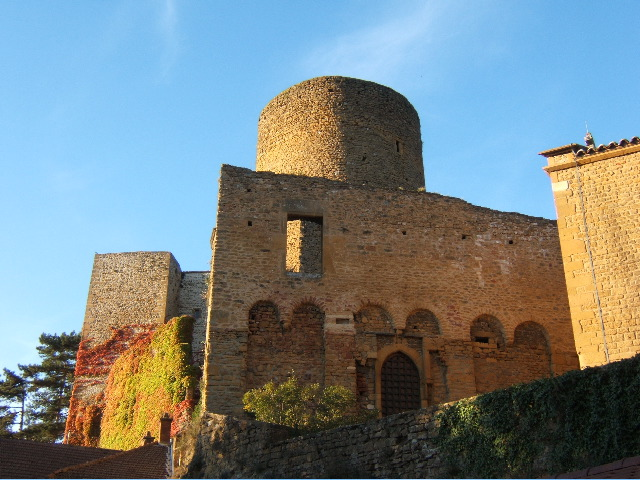
城
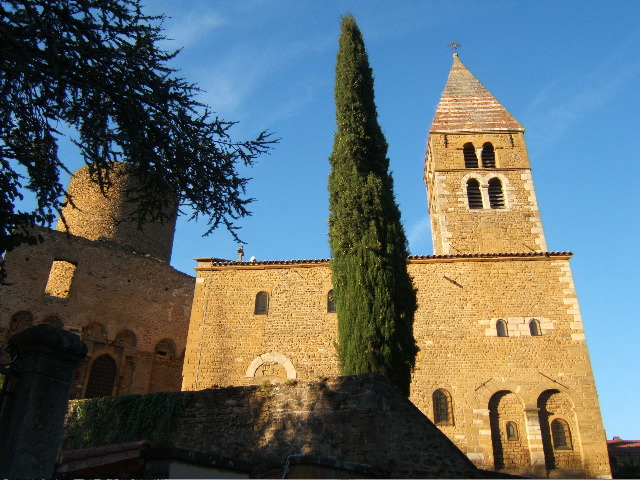
礼拝堂と城
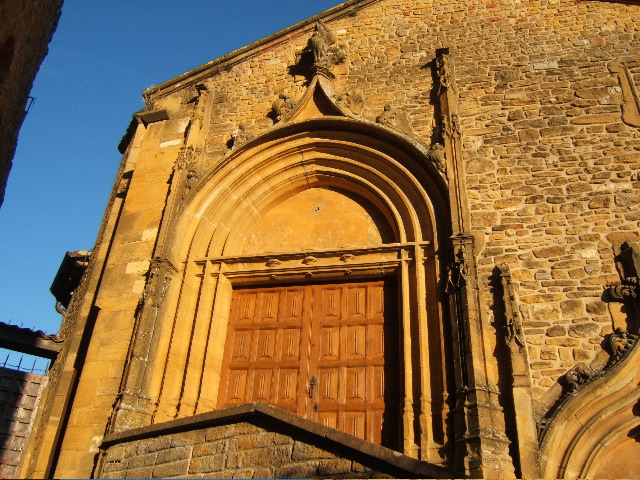
ゴシック建築の出入り口
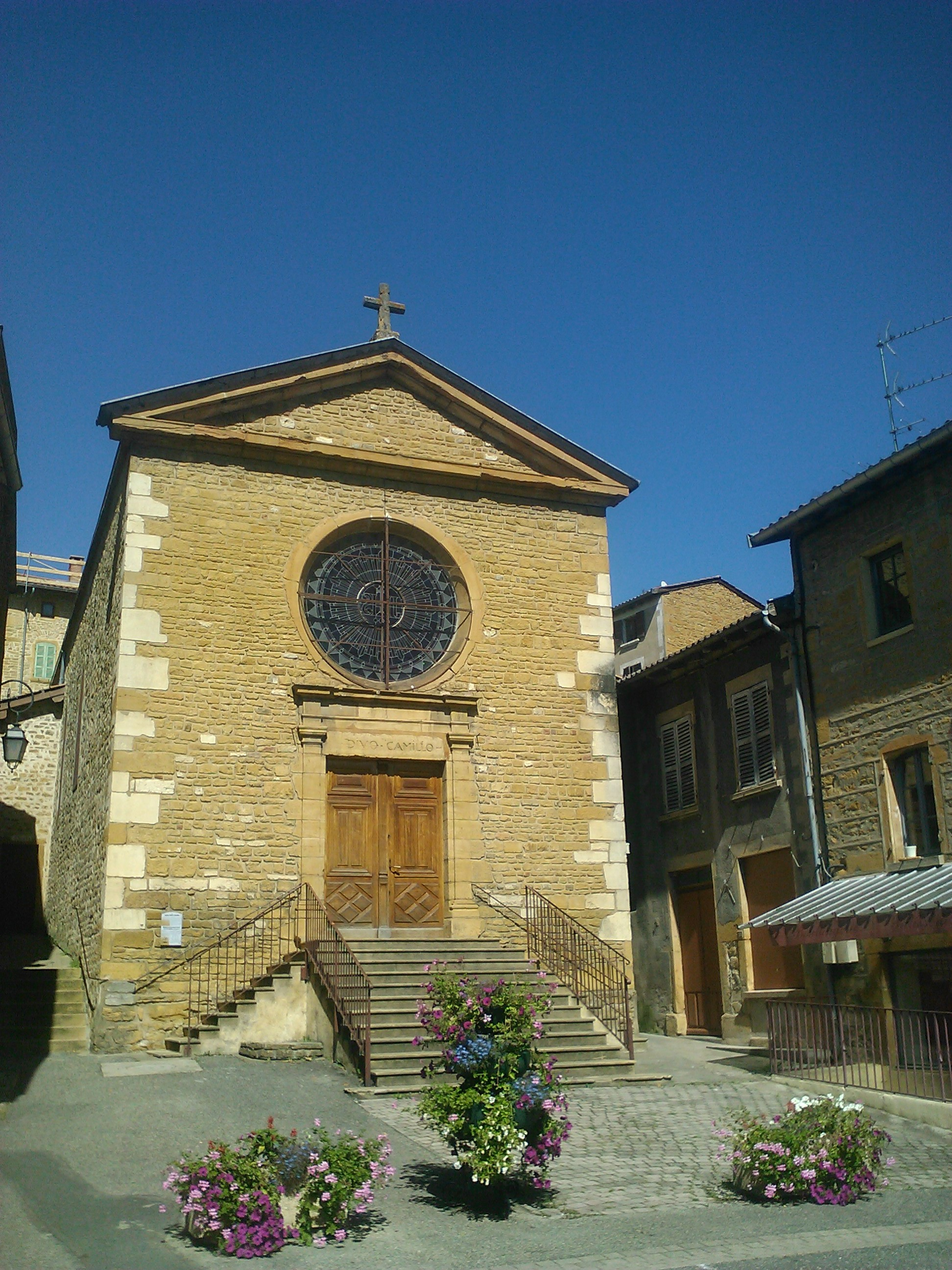
サン・バルテレミ教会